# ヨーラン・ロートマン
ヨーラン・ロートマン（Göran (Georg) Rothman、1739年11月30日 - 1778年12月3日）は、スウェーデンの博物学者である。カール・フォン・リンネが植物の収集のために世界各地に送った、「リンネの使徒たち」と呼ばれる人々の一人である。

## 略歴
スモーランド地方のHusebybrukに生まれた。父親のヨハン・ロートマンはヴェクショーの高校の論理学と物理学の教師で、生徒であったリンネの面倒をみた人物で、リンネとの親交は子供時代にまでさかのぼる。1757年にウプサラ大学でリンネのもとで学び、1763年に博士号を得た。1765年にバルト海のオーランド諸島で採集を行い、1773年から1776年の間、スウェーデン王立科学アカデミーの支援でチュニジア、リビアでの採集のリーダーとなったが現地人との関係がうまくいかず成果は小さかった。ストックホルムで医師として働く一方、ヴォルテールやアレキサンダー・ポープの著作を翻訳をした。ロートマンの日記や標本は科学アカデミーのBergius collectionに保存されている。
アカネ科の属名、Rothmanniaに献名されている。

## 著作
- "Resa till Tripoli. Göran Rothmans journal 1773-1776" (utg. med inledning och transkribering av Viveka Hansen). I: Svenska Linnésällskapets årsskrift, 2012, s. 7-84
- "Göran Rothman's Journal and Letters. Sweden, Denmark, Tunisia, Libya" (transl. by Viveka Hansen). I: The Linnæus Apostles. Global Science and Adventure. 4. Europe, the Middle East, North East and West Africa. Göran Rohman, Journey to Tripoli (London & Whitby 2009)

### 翻訳
- Voltaire: Österländske prinsens Zadigs historia (Upsala: David Segerdahl, 1760)
- Alexander Pope: Eloisas bref til Abelard (Stockholm, 1765)
- Voltaire: Amurath och Selima: en österländsk historia (Upsala, 1767)
- Raniero de Calzabigi: Orpheus och Euridice, opera uti tre acter (Orfeo ed Euridice) (Stockholm: Fougt, 1773) Länk till fulltext